# Кіїді
Кіїді (ест. Kiidi) — село в Естонії, входить до складу волості Риуге, повіту Вирумаа.